# Fangs!
| Críticas profissionais | Críticas profissionais |
| Avaliações da crítica  | Avaliações da crítica  |
| Fonte                  | Avaliação              |
| ---------------------- | ---------------------- |
| Jesus Freak Hideout    | link                   |

Fangs! é o quarto álbum de estúdio da banda Falling Up, lançado a 24 de março de 2009.

## Faixas
1. "A Colour Eoptian" — 3:48
2. "Lotus and the Languorous" — 4:43
3. "Streams of Woe at Acheron" — 4:20
4. "Magician Reversed" — 5:07
5. "Golden Arrows" — 4:07
6. "The King's Garden" — 2:34
7. "Panic and Geo-Primaries" — 3:56
8. "The Moonn and Sixpence" — 3:33
9. "Goddess of the Dayspring, Am I" — 4:31
10. "The Sidewinder Flux" — 4:36
11. "The Chilling Alpine Adventure" — 3:39
12. "Swimming Towards Propellers" — 2:04

## Desempenho nas paradas musicais
| Parada musical (2009)                 | Posição |
| ------------------------------------- | ------- |
| Estados Unidos - Top Christian Albums | 22      |
| Estados Unidos - Top Heatseekers      | 19      |